# Vuurtoren van Mukilteo
De Mukilteo Light is een houten vuurtoren in Mukilteo in de Amerikaanse staat Washington. De vuurtoren werd in gebruik genomen in 1906 en in 1979 geautomatiseerd. 
De vuurtoren staat sinds 1977 op de National Register of Historic Places.